# Новокузнецьк (футбольний клуб)
«Футбольний клуб "Новокузнецьк"» або просто «Новокузнецьк» (рос. Футбольный клуб «Новокузнецк») — російський футбольний клуб з однойменного міста. Заснований у 1946 році. Чотириразовий переможець другого дивізіону Росії, зона «Схід». Найстаріший футбольний клуб Кузбасу. Домашні матчі проводить на стадіоні «Металург».

## Хронологія назв

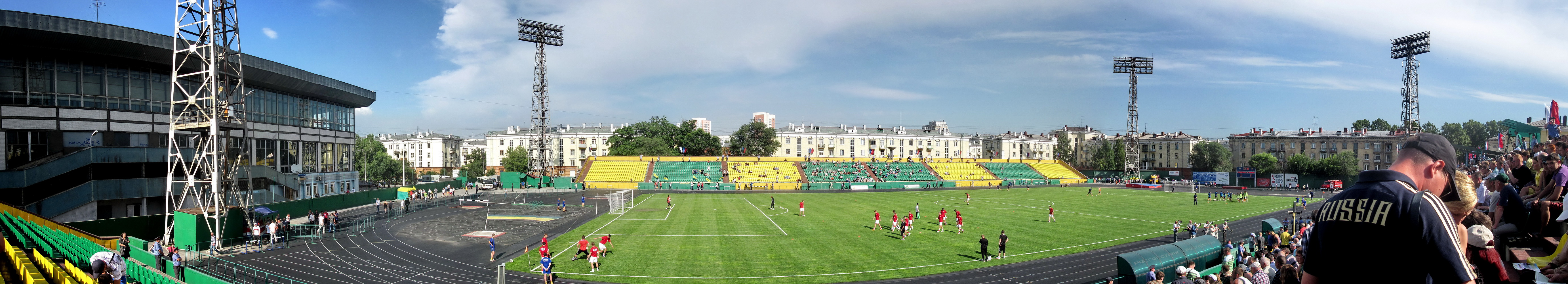
Стадіон «Металург» — домашній стадіон ФК «Металург»

- 1937-1938, 1949, 1957-1961 — «Металург» (Кузнецьк-Сталінськ)
- 1946 — «Металург Сходу» (Кузнецьк-Сталінськ)
- 1965-1971, 1982-1994, 1998-2000, 2014-2015 — «Металург» (Новокузнецьк)
- 1980-1981 — «Захсибовець»
- 1995-1997, 2001-2002 — «Металург-Захсиб»
- 2003-2013 — «Металург-Кузбас»
- 2013-2015 — «Кузбас»
- 2015 — «Новокузнецьк»

## Історія

### Ранній період

Логотип до 2013 року

Футбол з'явився в Кузнецьку в першій половині 20-х років, але особливого поширення тоді не отримав. Все змінилося з будівництвом Кузнецького металургійного комбінату. У місто почали приїжджати багато молодих, енергійних людей, і постало питання: вдень всі працюють, а що ж ввечері? Однією з форм організації відпочинку й став футбол. В ту пору ні екіпіровки, ні м'ячів не було — грали на галявинах, використовуючи замість м'яча бичачі міхури й консервні банки. Досить швидко футбол завоював популярність в місті. У 1932 році прийшов перший успіх — у чемпіонаті Західно-Сибірського краю збірна м Сталінська зайняла 2-е місце. Історія донесла до нас прізвища деяких футболістів, що грали в тому складі (Н. Сулименко, А. Алексєєв, М. Костюк, В. Грузіков, А. Гуров).
Зі створенням перших аматорських команд виникла й необхідність проведенні міських змагань і турнірів. Перший чемпіонат міста відбувся в 1935 році. Участь в ньому взяло 4 команди, а переможцем став «Металург Сходу».
Починаючи з 1936 року, команди з Сталінська стали зустрічатися в товариських матчах з командами з інших міст й навіть областей. У 1937 році в гості до сталінців приїхала команда з Магнітогорська, яка провела дві гри. Одну з них гості виграли у «Металурга» — 3:0, іншу — програли з таким же рахунком збірній міста.

### Розквіт футболу в Новокузнецьку
Офіційною датою народження футболу в Новокузнецьку, тоді ще в Сталінську, вважається 1946 рік. На базі Кузнецького металургійного комбінату було прийнято рішення про створення в місті команди під назвою «Металург». У тому ж році новокузнечани взяли участь у чемпіонаті країни в класі Б.
У 1961 році про новокузнецький футбол вже без перебільшення дізналися в усьому Радянському Союзі. «Металург» підніс сенсацію в розіграші Кубку країни.
Це стало однією з найяскравіших сторінок в історії ФК «Новокузнецьк», коли команда показала результат, який після цього понад сорок років не зміг повторити жоден інший склад кузбаський колектив.
|                                                      | «61-ий рік й кубкові матчі сколихнули футбольну громадськість дуже сильно. Інтерес до матчів в місті був величезний, трибуни були заповнені, всі дахи будинків були заповнені людьми» |
| — Володимир Єрьомін, ветеран новокузнецького футболу | |

Тоді «Металург», який треновав Олександр Зінін, вийшов у 1/8 фіналу турніру. Найсильніші команди країни вважали для себе справою честі завоювати престижний трофей, тому не шкодували сил в боротьбі з абсолютно будь-яким суперником, будь то клуб рівний їм за класом, або представляє нижчу лігу. Однак це не завадило новокузнецький гравцям в рамках розіграшу кубка залишити без роботи двох представників класу «А» — алматинський «Кайрат» й ташкентський «Пахтакор», і таким чином, отримати право в столиці зіграти з московським «Локомотивом».
|  | «Леонід Ілліч Брежнєв був уболівальником "Локомотива" й він навіть був на цій грі. На цьому матчі ми вперше особисто побачили, що означає грати в футбол при штучному освітленні. Враження від тієї поїздки й матчу залишилися незабутні». |

Хоча переграти залізничників у новокузнечанам не вдалося, але й без цього результат продемонстрований «Металургом» був розцінений як цілком успішний.
Найвище досягнення «Металурга-Кузбасу» в чемпіонатах країни датувалися 1969 роками. Тоді новокузнечани, якими керував Борисо Кутовий, посіли друге місце в першості СРСР серед команд класу «Б».
У 1970-ті роки клуб грав на першість області. У 1972 році команди майстрів в місті не стало, закрився на ремонт головний стадіон міста «Металург».

### Нова епоха
Новий виток розвитку футболу в Новокузнецьку розпочався в 1980 році, коли після деякої перерви знову була створена команда майстрів. Колектив, укомплектований місцевими молодими перспективними футболістами, представляв південь Кузбасу на всесоюзних змаганнях. У розвитку «Металурга» намітився прогрес, який посприяв тому, що Новокузнецьк забронював за собою статус міцної команди другої ліги.
Виступ у чемпіонатах Росії новокузнецький «Металург» розпочав з 1992 року. Команда дебютувала в реорганізованому турнірі відразу з першої ліги. Для того, щоб продовжити виступ в 1 лізі, у 1993 році командам в своїх зонах (Захід і Схід) потрібно було зайняти місце не нижче 5. Всі інші вирушали в реорганізовану 2 лігу. «Металург» зайняв 11 місце і на 9 років вирушив до другої ліги.
У 1999 році була зроблена перша спроба вийти в перший дивізіон. Випередивши на одне очко хабаровський СКА, новокузнечани зайняли на «Сході» перше місце. У стикових матчах з переможцем зони "Урал" «Металург-Захсиб» вирішити поставлену задачу не зміг. У 2000 році «Металург-Захсиб» хоча й не обійшовся без тимчасового спаду, результатом якої стала тренерська рокировка (Владислава Соснова замінив Борис Лавров), знову фінішував першим. У стикових матчах потрібно було зіграти з «Нафтохіміком». Слідом за поразкою на виїзді з рахунком 0:2 прийшла й проразка вдома — 1:2. Наступного сезону стикові матчі були скасовані. Новокузнецький клуб був вимушений грати на початку чемпіонату без травмованого Станіслава Чаплигіна, а по ходу другого кола й без декількох лідерів команди, які також отримали пошкодження, внаслідок чого став другим, пропустивши вперед Хабаровськ.
У 2002 році «Металург-Захсиб» домігся підвищення в класі. У першому колі через низку травм на матчі нерідко заявлялося всього 15 футболістів. Але ні цей факт, ні поразка від «Тюмені» (0:3), не завадили підопічним Сергія Кулинича, який проводив перший повноцінний сезон у якості головного тренера команди, вийти в перший дивізіон.

### Перший дивізіон
За підсумками першого кола «Металург-Кузбас», який в міжсезоння очолив Володимир Пузанов, став головним відкриттям сезону. Новокузнечани після 18 турів займали 4 місце. В середині сезону Пузанов з формулюванням «за сімейними обставинами» пішов у відставку. Виконуючим обов'язки до кінця сезону був призначений Сергій Кулинич. У підсумку «Металург-Кузбас» фінішував на 13 місці, останні матчі проводив під керівництвом Олександра Івченка.
Напередодні початку сезону 2004 року була поставлена задача зайняти місце в десятці. Однак старт в чемпіонаті виявився невдалим. Після 9 турів новокузнечани, не здобувши жодної перемоги, опинився на останньому місці. Івченко покинув «Металург-Кузбас» «за власним бажанням», а біля керма команди знову встав Сергій Кулинич, який зміг зберегти місце в дивізіоні. Вирішальною в цьому питанні стала перемога в останньому турі над «Чорноморцем». На початку чемпіонату 2005 року команда, не здобувши в перших 8 турах жодної перемоги, отримала нового головного тренера — Олександра Авер'янова, який не зміг врятувати новокузнечан від пониження в класі.
У 2006 році головним тренером був призначений В'ячеслав Мельников. «Металург-Кузбас» поступився в першості іркутській «Зірці», але з другого місця повернувся в 1 дивізіон, а Мельников був визнаний найкращим тренером зони «Схід».
Перший матч сезону 2007 року в Ярославлі завершився розгромною поразкою «Металурга-Кузбасу». Травма капітана команди Миколи Кільдишева стала початком низки пошкоджент футболістів команди. Після поразки з великим рахунком на виїзді від СКА, Мельников пішов у відставку. Виконуючим обов'язки був призначений його помічник — Валерій Золін. У наступних семи турах новокузнечани поступилися лише одного разу (в гостях «Тереку»), а до завершення чемпіонату були обіграні й лідери сезону — «КАМАЗ» і «Шинник», що дозволило «Металургу-Кузбасу» зберегти прописку в дивізіоні.
У сезоні 2008 року новокузнечани знову повернулися до другого дивізіону. Останні два сезони команда під керівництвом Олександра Кишиневського невдало виступала в східній зоні другого дивізіону. Сезон 2010 року розпочався не дуже вдало, до п'ятого туру команда зіграла всі матчі внічию, в п'ятому турі здобули свою першу перемогу в сезоні, обігравши «Радіан-Байкал» з рахунком 3:1. Команда не зазнала жодної поразки до 16 туру, коли підопічні О. Кишинівського поступилися «Читі» на виїзді з рахунком 4:3. Практично весь сезон клуб зберігав хороші шанси на потрапляння до трійки найкращих, але в третьому колі почав втрачати очки в матчах з не найсильнішими командами, а після поразки від кемеровського «Кузбасу» пішов у відставку й Олександр Кишинівський. За підсумками сезону «Металург-Кузбас» зайняв лише 6 місце. Найкращим бомбардиром команди і зони «Схід» став Валентин Єгунов, який забив 19 м'ячів.
У міжсезоння міська влада ухвалила рішення відправити у відставку керівництво клубу. Новим директором «Металурга-Кузбасу» став Дмитро Володимирович Кочадзе, спортивним директором — Юрій Анатолійович Багрій. Новим головним тренером команди призначений Володимир Валентинович Федотов, під керівництвом якого була укомплектована нова команда.
Сезон 2012/13 років «Металург-Кузбас» провів у ФНЛ. Протягом декількох стартових турів команда йшла в середині турнірної таблиці. Потім результати погіршилися, і в кінцівці чемпіонату новокузнечане боролися за виживання. Завдання щодо збереження прописки в ФНЛ футболісти виконали, зайнявши 15 місце серед 17 клубів, випередивши «Хімки» і «Волгар».

### Криза
Заявитися у ФНЛ на сезон 2013/14 років новокузнецький клуб не зміг — завадили фінансові проблеми, які призвели до значних змін у складі та тренерському штабі. Головним тренером став Костянтин Дзуцев, який до цього асистував Володимиру Федотову. Команда була змушена піти на значне зниження в класі і під назвою ФК «Кузбас» виступала у вищій лізі Першості Росії серед аматорських футбольних колективів в зоні «Сибір». Цей турнір новокузнечани впевнено виграли, показавши стовідсотковий результат — 33 очки в 11 матчах при різниці забитих і пропущених м'ячів 24:2.
У січні 2014 року в клубі з'явився новий президент — Володимир Березовський. Було досягнуто домовленостей про погашення заборгованостей, які залишилися з минулих сезонів. Головними підсумками цієї роботи стали прийняття новокузнецького клубу в число членів ПФЛ і дозвіл виступати у другому дивізіоні й Кубку країни. У ці турніри команда заявилася під назвою «Металург». Новокузнечани під керівництвом Дзуцева в сезоні 2014/15 років фінішував у трійці призерів зони «Схід», завоювавши бронзові медалі. Півзахисник «Металурга» Антон Кисельов був визнаний найкращим гравцем першості й став головним його бомбардиром.

### Сучасність
Влітку 2015 року було створено футбольний клуб «Новокузнецьк». який виступає в третьому дивізіону, зона «Сибір».

## Відомі гравці
- / Сергій Андрєєв
- Віталій Ланько
- Сергій Клещенко
- Едуард Гросу
- Андрій Мацюра
- / Єдуард Момотов
- / Олег Мусін
- Олександр Орешніков
- Зураб Попхадзе
- Микола Сергієнко
- Роман Воробйов